# عذرا (كسروان)
عذره أو عذرا هي بلدة لبنانية تقع في قضاء كسروان أحد أقضية محافظة جبل لبنان. وتعد مدينة جونيه عاصمة القضاء.